# Данильчук Ігор Афанасійович
Ігор Афанасійович Данильчук (нар. 23 березня 1961) — український військовий лікар, Заслужений працівник охорони здоров'я України (2012), кандидат наук з державного управління (2013).

## Життєпис
Народився 23 березня 1961 року в місті Корець Рівненської області УРСР. Українець. У 1978 році закінчив Рівненську школу та вступив до Тернопільського державного медичного інституту, 4 курси якого закінчив у 1982 році. Того ж року призваний на військову службу і переведений для подальшого навчання на військово-медичному факультеті при Саратовському медичному інституті за спеціальністю «Лікувально-профілактична справа».
У 1984—1986 роках проходив службу начальником медичних пунктів парашутно-десантного батальйону, згодом окремого полку зв'язку (ПрикВО).
В 1986—1987 роках — старший лікар-спеціаліст спочатку госпітального взводу медичної роти учбової мотострілецької дивізії, згодом окружного учбового центру підготовки молодших спеціалістів мотострілецьких військ (ПрикВО).
У 1988 році — начальник психіатричного відділення військового госпіталю (ПрикВО).
З 1995 року — начальник неврологічного відділення військового госпіталю (ОдВО).
З 2001 року — заступник начальника 386 Сімферопольського базового військового госпіталю з медичної частини.
З 2004 року — начальник Сімферопольського базового військового госпіталю.
У 2006 році закінчив Національну академію державного управління при Президентові України та отримав диплом магістра державного управління.
В 2009 році закінчив Університет економіки та управління (м. Сімферополь) та отримав диплом спеціаліста зі спеціальності «Фінанси».
З 2010 року — начальник Військово-медичного клінічного центру Кримського регіону.
У 2013 році на посаді директора Військово-медичного департаменту Міністерства оборони України. У тому ж році звільнився у запас.
Працює головним лікарем у клініці неврології і психіатрії «Центр стимуляції мозку».